# Digitalizace daňové správy České republiky

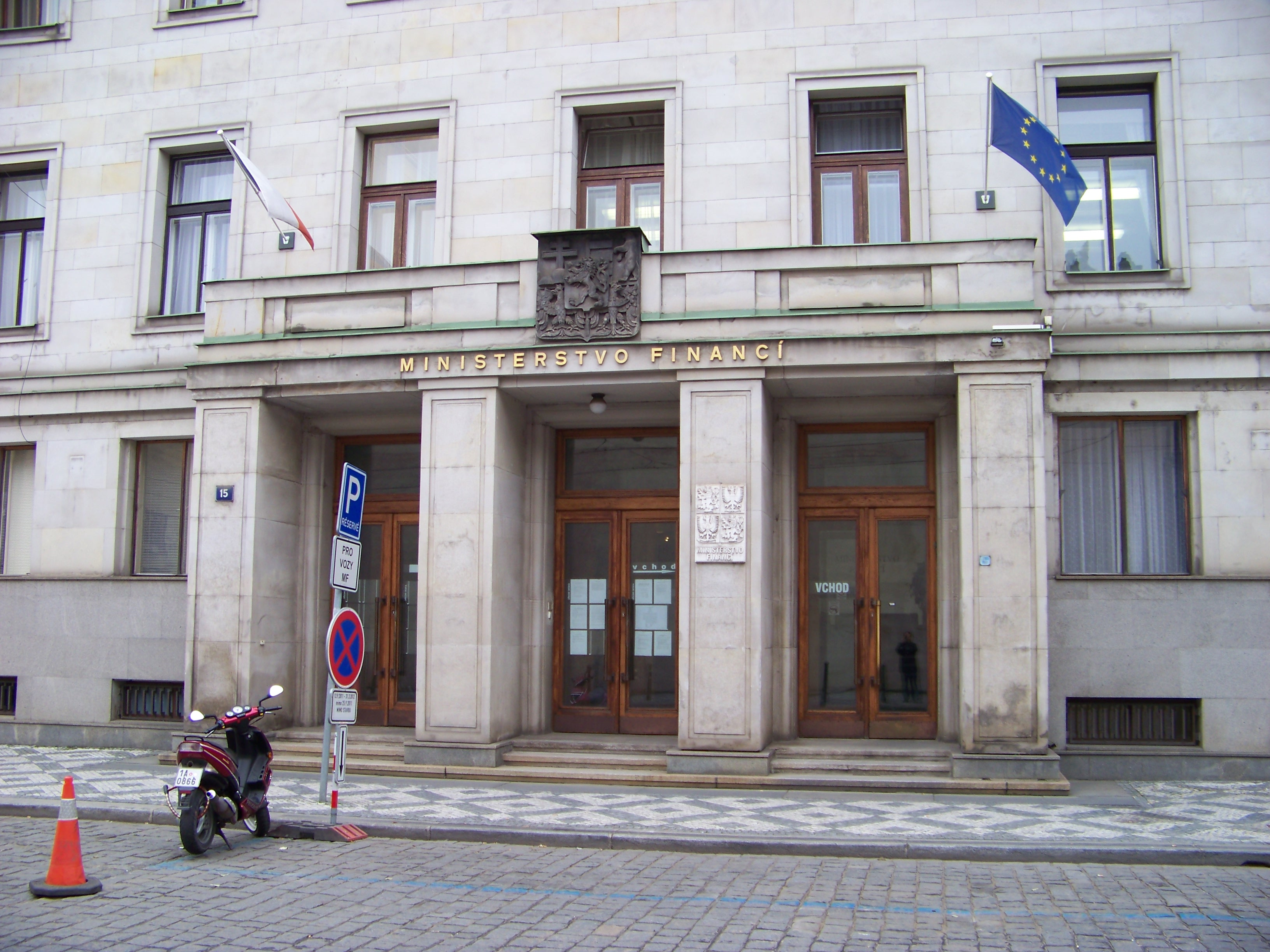
Letenská, ministerstvo financí, vchod

Vývoj digitalizace v České republice nabral v posledním desetiletí na rychlosti. Digitalizace zejména státní správy má v dnešní době svůj legislativní základ v zákoně č. 12/2020 Sb., O právu na digitální služby, ve znění pozdějších předpisů (nazývaný také "digitální ústava"). Digitalizace státní správy, finanční správy České republiky, ale i daňové správy je velmi diskutovanou a to nejen v souvislosti s omezeními způsobenými nemocí covid-19, ale i z důvodu spouštění portálu MoJe daně nebo s nasazováním Bankovní identity většiny bankovních institucí v Česku.

## Mezinárodní snahy o digitalizaci správy daní
Komunikace s úřady a finanční správou je zásadní součástí daňového procesu. Přičemž je nezbytná především k zachování práv a povinností osob povinných k dani. Samotná komunikace s finanční správou prošla v průběhu let významnou transformací. Většina rozvinutých zemí přešla od čistě fyzické osobní komunikace k částečně digitalizované komunikaci (či plně digitalizované komunikaci). Každá země organizuje vlastní daňovou politiku, včetně vlastní daňové správy, což má za následek odlišné předpisy a postupy, a to i v souvislosti s komunikačními prostředky.
Je zřejmé, že některé země mají v iniciativě digitalizace daňové správy náskok. V této oblasti vidíme kromě jednotlivých postupů jednotlivých států i společnou iniciativu uskupení několika států. Takovým příkladem je také Fórum pro správu daní, které bylo založeno v roce 2002 pod záštitou OECD. V současnosti má fórum 53 členů (členem je i Česká republika), kteří se snaží identifikovat globální trendy a potenciální problémy. Fórum se zabývá tématy, jako je spravedlnost, účinnost a efektivnost daňové správy v členských státech fóra. Fórum rovněž pravidelně vydává publikace shrnující pokrok v oblasti a spolupráci jednotlivých členů.

## Vývoj digitalizace

### Historie
Jako všude na světě prošla komunikace s úřady také v České republice významným vývojem. Nejprve byla všechna interakce s finanční správou osobní a nebo probíhala s využitím poštovních služeb. Obě možnosti jsou však velmi omezené. Nejčastějšími překážkami při osobní komunikaci se správcem daně jsou omezené úřední hodiny a dostupnost daňových úřadů. V případě poštovních služeb může nastat situace, kdy je zásilka doručena pozdě, zničena nebo k adresátovi vůbec nedorazí. V případě využití poštovních služeb je také nutné odeslat podání správci daně s předstihem, aby došlo k zachování lhůt daných zákonem č. 280/2009 Sb., daňový řád, ve znění pozdějších předpisů.
Již v roce 2000 byl přijat zákon č. 227/2000 Sb., O elektronických podpisech, ve znění pozdějších předpisů. Tento zákon byl později zrušen a nahrazen zákonem č. 297/2016 Sb., O službách vytvářejících důvěru v elektronické transakce, ve znění pozdějších předpisů. Účelem této změny bylo především zajistit větší využití této technologie. Zpracování elektronických podpisů je nyní v Evropské unii harmonizováno prostřednictvím nařízení Evropské unie č. 910/2014 o elektronické identifikaci a službách vytvářejících důvěru pro elektronické transakce na evropském vnitřním trhu (často označované jako eIDAS).
Elektronický podpis se tak postupně stal známým uživatelům a začal se hojně používat například pro podepisování přiznání k DPH nebo pro elektronickou komunikaci se správcem daně. Elektronický podpis je založen na certifikačních službách a v České republice jej lze sjednat pouze s kvalifikovanými subdodavateli spravovanými Ministerstvem vnitra České republiky (např. Česká pošta, s.p.). Na základě eIDAS bude elektronická identita (např. Elektronický podpis) použita pro další nástroj pro digitalizaci komunikace se správcem daně v České republice.

### Současnost
Česká republika obecně v digitalizaci obecně zaostává ve srovnání s ostatními evropskými zeměmi. V této oblasti rozhodně dochází k pozitivnímu vývoji, ale ve srovnání s ostatními členskými státy Evropské unie se Česká republika v roce 2018 umístila na 22. místě z 28 členských států. Do digitalizace veřejné správy však vstupuje značné množství faktorů (od politických priorit po omezení související s úrovní a rozsahem propojenosti), díky nimž je proces sám o sobě velmi variabilní a jedinečný v každé zemi. Česká republika se navíc umístila na 27. místě z 28 zemí EU ve využívání elektronických služeb nabízených veřejnou správou 
Hlavní změna v oblasti daní nyní přichází s novelou daňového řádu účinné od 1. ledna 2021. Pokud jde o digitalizaci, zaměřuje se hlavně na projekt MoJe daně, který je rozšířením funkcí daňové informační schránky. MoJe daně mají být platformou pro moderní a jednoduchou komunikaci a správu daňových záležitostí. Projekt MoJe daně a jeho spuštění lze očekávat v prvním čtvrtletí 2021 a měl by nabídnout rozšíření možností dálkové komunikace se správcem daně včetně možnosti činit podání během daňových kontrol.
Novela daňového řádu, jejíž konečné znění podepsal prezident republiky v létě 2020, přináší mnoho poměrně zásadních změn správy daní. Mimo významného snížení úroků z prodlení a očekávané zálohy na daňový odpočet upravuje také výše zmíněnou platformu MoJe daně, která by měla sloužit jako významné rozšíření současné daňové informační schránku. Nyní by měla tzv. Nová daňová informační schránka nabídnout daňovému subjektu mnoho funkcionalit včetně užitečných informací a upozornění prostřednictvím oznámení. Zákon upravuje pouze legislativní základ pro budoucí vývoj, zda nástroj zpřístupnit, stále záleží na technických možnostech správce daně. Pokud to technické možnosti správce daně umožňují, musí tyto informace zveřejnit a zároveň zveřejnit, že přiděluje daňovým subjektům přístupové údaje. Nezavazuje správce daně tyto možnosti plně využívat. Zákon výslovně zmiňuje odpovědnost za možné zneužití údajů.
Zákon výslovně upravuje fikci podání z Nové daňové informační schránka jako podání daňového subjektu. Včasnost a rozsah informací v budoucnu poskytovaných Novou daňovou informační schránkou závisí na technických možnostech správce daně. Kromě informací pro daňové poplatníky by nový portál měl nabídnout také možnost aktivní a pasivní komunikace se správcem daně, například možnost podávat daňová přiznání prostřednictvím online formulářů, což umožní určitou míru předvyplnění údajů osob povinných k dani. Komunikace by však měla fungovat i opačným směrem, tj. od správce daně k daňovému subjektu, a to ve smyslu doručování dokumentů. Ministerstvo financí odhaduje, že portál bude spuštěn v posledním čtvrtletí roku 2020. Veškeré informace by měly být zveřejněny na webových stránkách www.mojedane.cz. Vláda bohužel zveřejňuje méně informací než v minulosti. Na druhé straně by měl vývoj nového systému pokračovat.
Již během první vlny pandemie covidu-19 byly v České republice zkráceny úřední hodiny správců daní. V současné době jsou úřední hodiny opět sníženy  . Právě tato omezení nutí daňové poplatníky hledat jiné formy komunikace, a v době, kdy převládají obavy daňových poplatníků z covidu-19, to není překvapující. Toto nabízí telefonickou nebo korespondenční komunikaci. Některé daňové subjekty začaly více využívat daňový informační schránku. Významnou změnou zde bude novela daňového řádu, která stanoví omezení osobního projednávání dokumentů. Například zpráva o daňové kontrole nebo zahájení daňové kontroly by nyní nemuselo být projednáváno osobně se správcem daně, ale postačilo by formální zaslání dokumentu do datové schránky.

## Instituty využívané v České republice

### Datová schránka
Datová schránka je elektronické úložiště definované zákonem č. 300/2008 Sb., O elektronických úkonech a autorizované konverzi dokumentů, ve znění pozdějších předpisů. Datové schránky se používají k doručování elektronických osob mezi právnickými a fyzickými osobami a mezi finančními správami. Důležitým faktem je, že v České republice mají orgány státní správy povinnost zřídit datovou schránku. Stejnou povinnost mají právnické osoby zapsané v obchodním rejstříku. Pro většinu ostatních subjektů je zřízení datové schránky dobrovolné. Se zavedením datové schránky jsou veřejné orgány povinny zasílat dokumenty adresátům nejlépe pomocí datové schránky. Datová schránka je k dispozici na www.mojedatovaschranka.cz.
Zavedení datové schránky zabraňovalo překážkám v doručování daňových subjektů. Přenos dokumentů pomocí datové schránky je rychlý a efektivnější než u standardní pošty. Subjekty, které mají nastavenou datovou schránku, musí podat daňová přiznání s datovou schránkou.

### Daňová informační schránka
Správce daně může daňovým subjektům poskytnout daňové informační schránky přes internet (takzvaně na dálku). Jedna schránka, označuje se jako DIS+, může být společná pro více správců.
Subjekt daně může
- získat info ze spisu a osobního účtu u správce daně,
- přečíst si svá práva a povinnosti a
- poslat správci žádost nebo oznámení (učinit elektronické podání, EPO).

Implementace schránek byla v roce 2014 odložena o čtvrt roku, protože IT systémy řádně nefungovaly. Další problém se brzy objevil, když se ukázalo, že údaje jsou i po několika letech "bohužel pouze informativní".. Ačkoli se vývoj daňové informační schránky od té doby posunul, autoři stále doporučují považovat nabízený seznam pouze za orientační.
V daňové informační schránce je také možno zobrazit osobní daňové účty daňových subjektů, přehled dokumentů nebo osobní daňový kalendář.
Od března 2022 byla spuštěna nová verze schránek. Přístup do nové schránky má daňový subjekt přihlášený přes NIA identitu občana. Zákonný zástupce, opatrovník apod. může dle zákona také nahlížet, ale nesmí podávat podání. Hlavním přínosem daňové informační schránky je kontrola daňových povinností. Mnoho daňových subjektů věnuje pozornost hlavně vlastnímu podnikání a jejich daňové záležitosti pro ně nejsou tak důležité. Přes schránku je údajně možné sledovat nedoplatky na jednotlivých daních a vyhnout se tak z nich vyplývajícím sankcím.